# Ruth Frith
Ruth Frith (Goulburn, 23 agosto 1909 – Brisbane, 28 febbraio 2014) è stata un'atleta australiana appartenente alla categoria master.
È detentrice di ben 10 record mondiali in 7 differenti specialità. Con i suoi 104 anni ad agosto 2013 era considerata l'atleta attiva più vecchia del mondo.